# Barton-under-Needwood
Barton-under-Needwood är en ort och civil parish i Storbritannien. Den ligger i grevskapet Staffordshire och riksdelen England, i den södra delen av landet, 180 km nordväst om huvudstaden London. Barton-under-Needwood ligger 60 meter över havet och antalet invånare är 3 888.

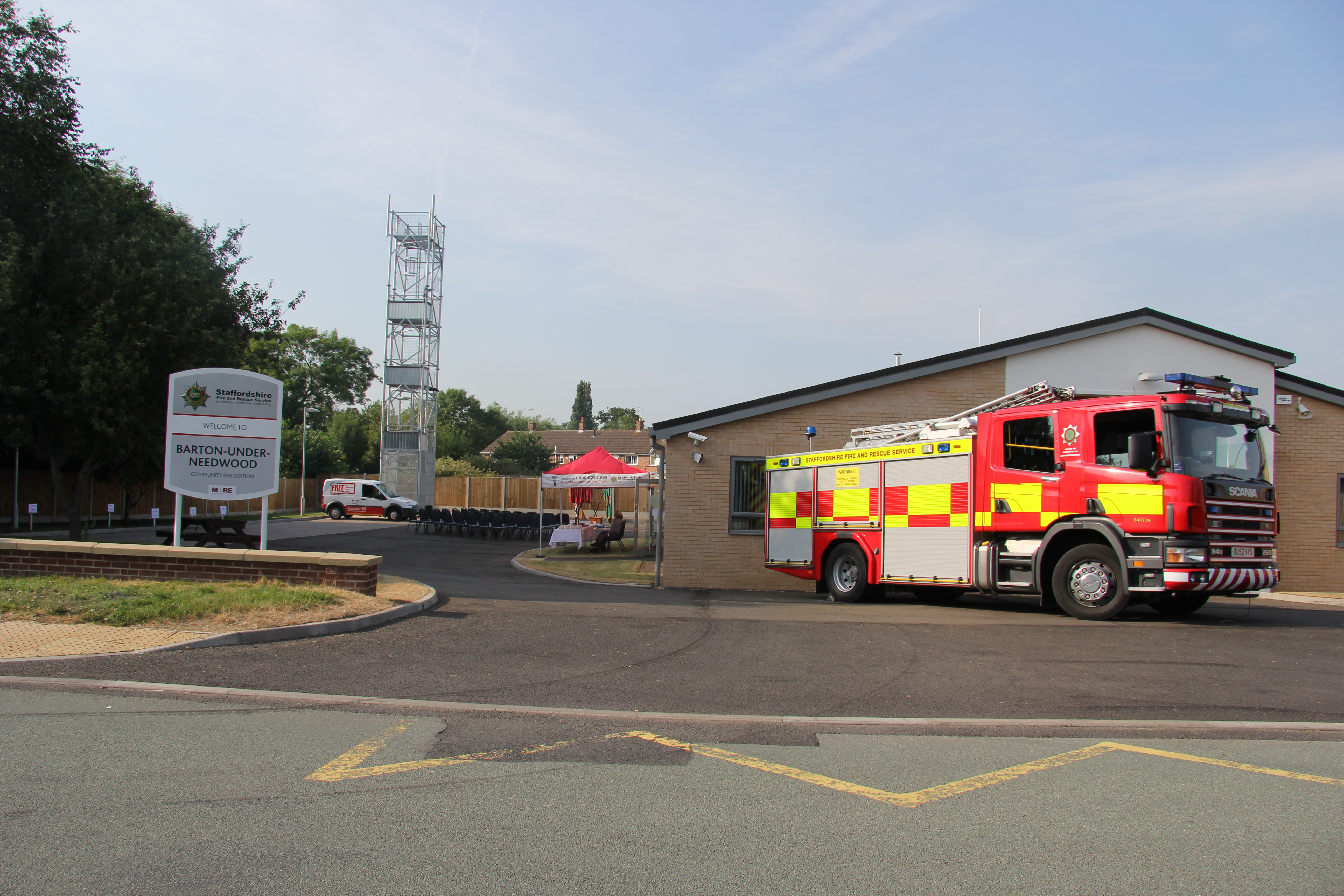

Terrängen runt Barton-under-Needwood är platt. Runt Barton-under-Needwood är det tätbefolkat, med 257 invånare per kvadratkilometer. Närmaste större samhälle är Burton upon Trent, 7,4 km nordost om Barton-under-Needwood. Trakten runt Barton-under-Needwood består till största delen av jordbruksmark.